# Durst
Durst Group AG és una empresa tecnològica especialitzada en tecnologia de còpia i impressió. Amb seu a Brixen (Tirol del Sud, Itàlia), l'empresa està representada a tot el món amb sucursals a Gran Bretanya, França, Alemanya, Àustria, Mèxic, Singapur i els EUA. Durst Phototechnik AG és una filial de Technicon AG (el holding de la família Oberrauch Harald i Christoph), que té unes vendes de 150,8 milions d'euros. Durst és una de les principals empreses de la regió.

## Història
Fundada el 1936 per dos germans, Julius i Gilbert Durst, que eren entusiastes del camp de la fotografia, animats per la seva mare, que també era una gran fotògrafa i tenia la seva pròpia cambra fosca. Fundada l'any 1929 pels germans Julius i Gilbert Durst, l'empresa va reparar inicialment equips fotogràfics. A partir de 1930 va produir ampliadores i fotocopiadores. El 1933, Durst es va convertir en una societat anònima amb la participació de la família de comerciants Oberrauch de Bolzano. Les màquines de la dècada de 1930 s'utilitzaven principalment per produir postals. A partir de la dècada de 1940, Durst va ser un dels pioners de la tecnologia fotogràfica (ampliadores i càmeres). el dia 31 Durst Image Technology (Àsia) PTY, la setena filial de Durst AG, es va fundar a Singapur l'1 de maig de 2006. Segons Durst AG, la xarxa de servei les 24 hores ja està completament operativa. A més, el mercat del sud-est asiàtic ha crescut recentment amb força tant en compres com en vendes. El 2006 Durst Image Technology (Àsia) PTY, la setena filial de Durst AG, es va fundar a Singapur l'1 de maig de 2006. Segons Durst AG, la xarxa de servei les 24 hores ja està completament operativa. A més, el mercat del sud-est asiàtic ha crescut recentment amb força tant en compres com en vendes.

## Productes

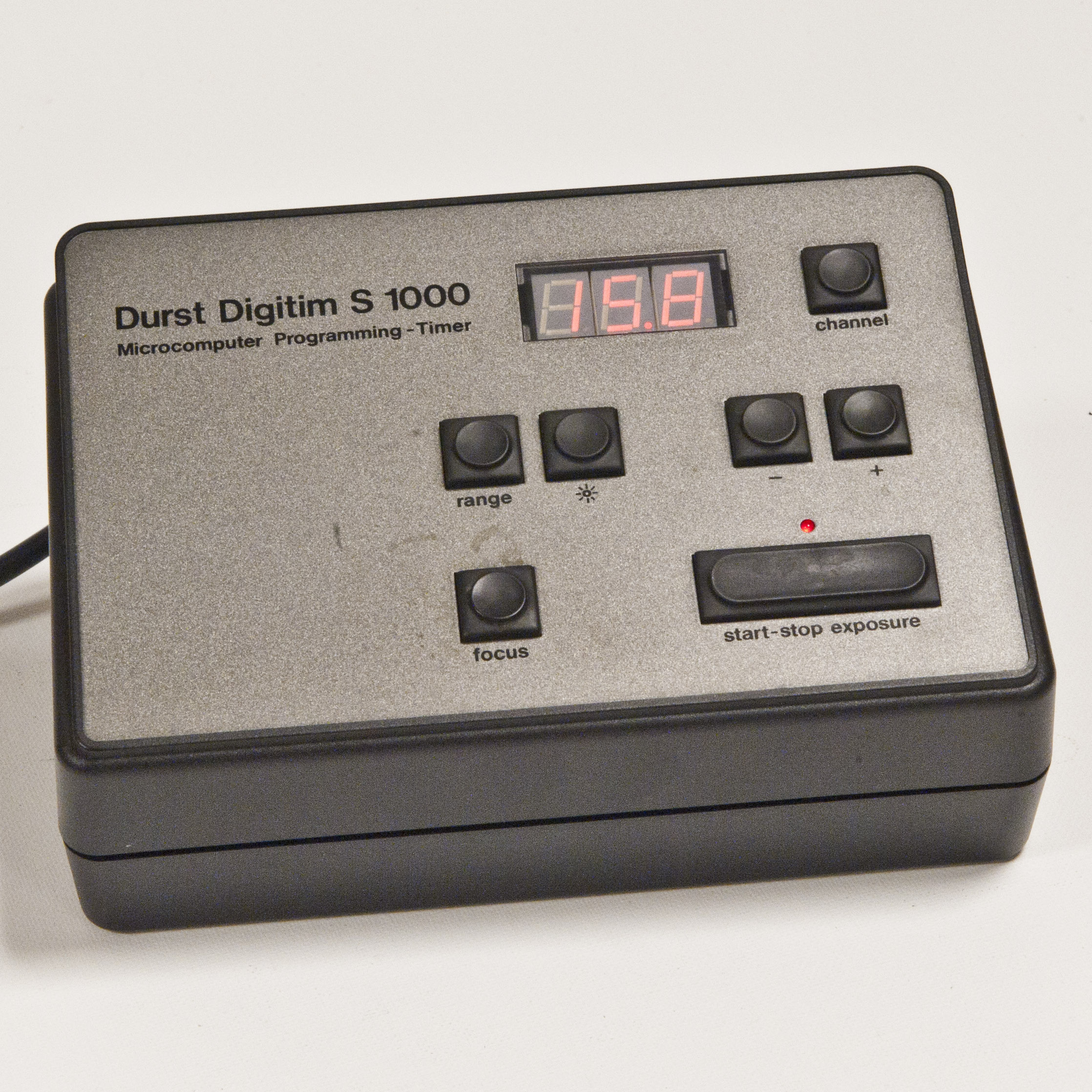
Durst digitime

Durst va acabar la producció de les seves ampliadores a finals de 2006 per raó d'una caiguda de les vendes, deguda al creixement dels minilabs i, posteriorment, de la imatge digital. En els 70 anys de fabricació d'ampliadores les seves vendes van assolir el màxim el 1979 amb 107.000 venudes. Durst ha presentat més de 500 patents per a diversos components i dissenys d'ampliadores.
Ara, Durst AG fabrica impressores industrials fotoquímiques basades en injecció de tinta -impressores Lambda i Theta de Durst - (utilitzant tinta ceràmica amb una classificació de 1150 °C) i – RHO SP – per a la impressió decorativa de taulers de MDF amb i sense superfície de xapa mitjançant tinta especial de curat UV, així com dispositius òptics basats en làser i LED per a la reproducció professional d'imatges en paper fotogràfic. Els dispositius es venen a més de 100 països. Es tracta d'impressores d'injecció de tinta de gran format basades en la tecnologia de tinta de polimerització UV. La qualitat de la producció d'aquests productes és excepcional, com va ser el cas de les ampliadores històriques de l'empresa, per una reproducció d'imatges d'alta qualitat i una gran versatilitat d'aplicació, des de paper i materials plàstics fins a ceràmica i fusta. A les plantes de Brixner i Lienz, les impressores d'injecció de tinta de gran format de la marca RHO es fabriquen amb tinta UV i tinta a base d'aigua.

## Ampliadores

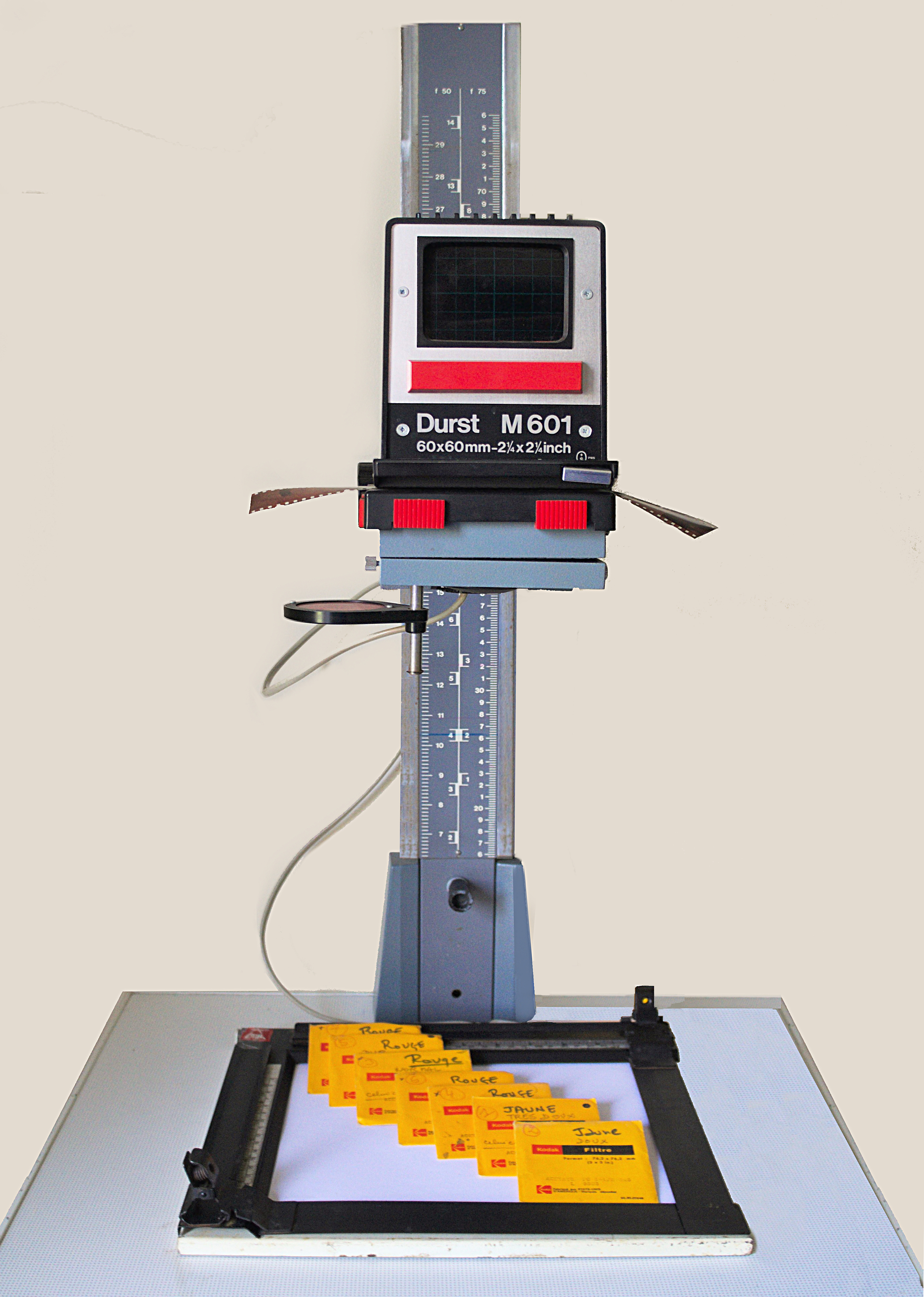
Una ampliadora Durst M601

- 609
- B30
- D659 Lent dual (24x36 i 6x9)
- F30
- F60
- M301
- Format M305 màxim : 24×36
- M601
- M700
- M606
- Format M605 màxim : 6×6
- M609
- Mida màxima M800 : 6×9
- Format M805 màxim : 6×9
- M370
- M670
- CA 707
- AC 800
- Laboratori 1200

## Accessoris

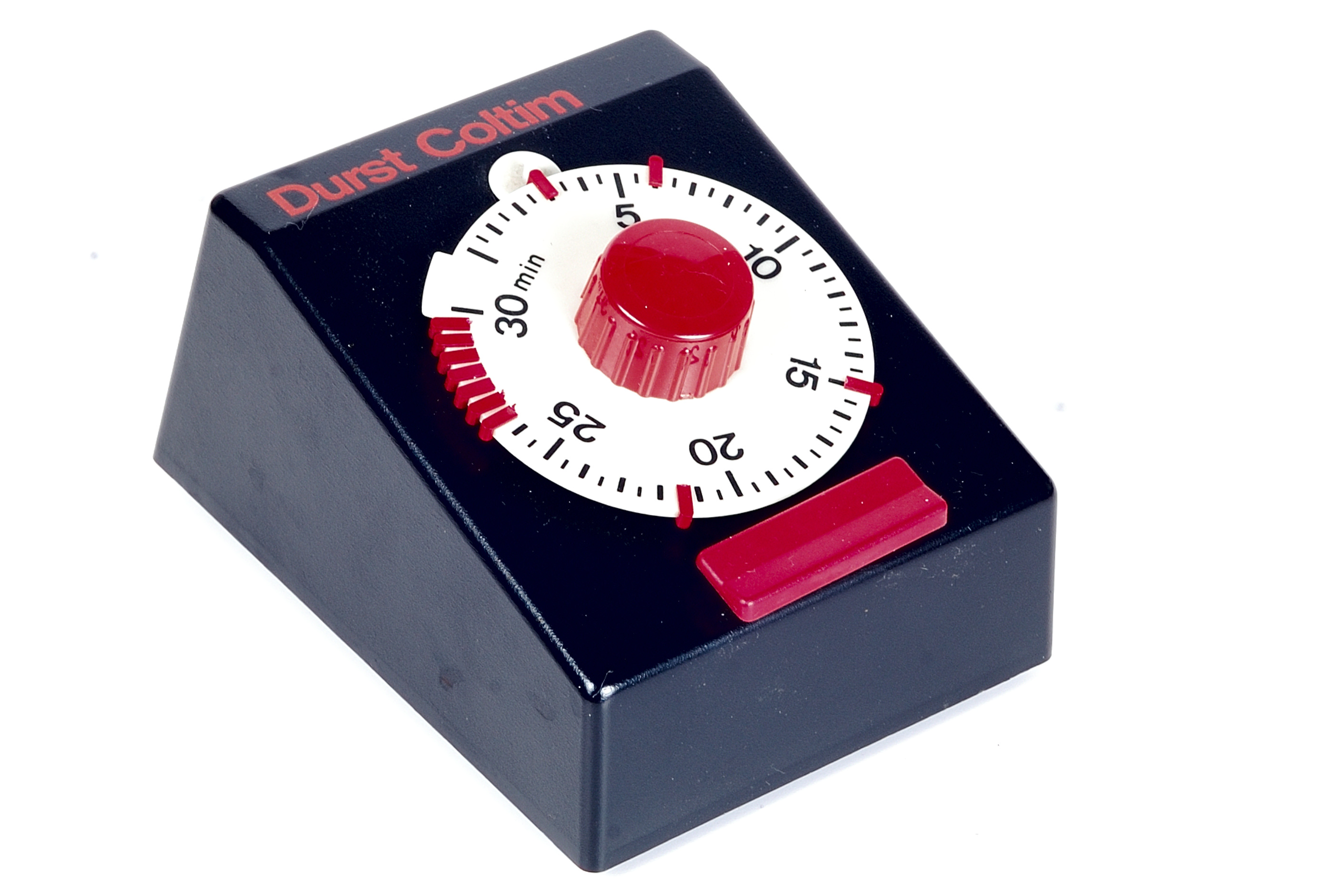
Durst Coltim

- Siriocon 50 (condensador per a 24×36 per a M605)
- Siriocon 80 (condensador per a 6×6 per a M605)
- Bimacon 75 (condensador per a 6×7 per a M805)
- Bimacon 80 (condensador per a 6×9 per a M805)
- Femocon 50 (condensador per a 24×36, additiu a Femocon 80 i Bimacon 75)
- Femocon 80 (condensador per a 6×9)
- Femocon 151 i 152 (condensadors per a 4×5"/10×15)
- Passeig de mira universal Femoneg 24×36 a 10×15
- Dispositiu de reproducció Femka per a avions de pel·lícula 9×12 i 4×5"/10×15

## Càmeres fotogràfiques
- Gil
- Duca
- Automatica

## Impressores fotogràfiques Lambda i Theta
Els models Durst Lambda i Theta s'utilitzen àmpliament a la indústria de la impressió fotogràfica per produir impressions digitals de tipus C en papers de color i monocrom sensibles a la llum i materials de visualització de transparències com Kodak Duratrans i Duraclear. Les imatges es produeixen exposant material sensible a la llum amb llum làser RGB que després es desenvolupa mitjançant el procés de revelat químic . La Lambda és una màquina autònoma que requereix un processador químic separat i porta un rotlle de paper 50 polzades (130 cm) d'ample, mentre que el Theta utilitza un rotlle que mesura 30 polzades (76 cm) i té el seu processador químic integrat. El Theta també és capaç de contenir dos tipus de paper diferents alhora.
| « | « El Durst Lambda és un sistema d'exposició contínua de tres làser (RGB) rotllo a rotllo que ofereix una flexibilitat total de mida i aconsegueix una qualitat d'imatge superior a totes les impressores de gran format: fotogràfiques, d'injecció de tinta i electrostàtiques). La Durst Lambda exposa la informació digital (píxel ràster) directament als mitjans fotogràfics convencionals amb un to continu complet amb una velocitat d'escriptura lineal de fins a 65 cm (26 polzades) per minut amb l'opció de dues resolucions de 200 i 400 ppi (igual a una resolució aparent de 4000 dpi). El Lambda produeix imatges amb la màxima resolució possible (68.000 milions de colors) i amb una repetibilitat radiomètrica de 0,025 D per color. Les impressions es poden produir a una longitud infinita i quan se supera l'amplada del paper de 50 polzades, les imatges es divideixen i s'exposen automàticament en tires. » | » |

— font: Techniques, Metro Imaging

## Impressores d'injecció de tinta Durst
Durst es va expandir l'any 2003 a les impressores d'injecció de tinta digitals amb cura UV amb la Rho 160, i ara produeix una línia completa d'impressores d'injecció de tinta de gran format, tèxtils, ceràmiques, d'etiquetes i industrials per a una varietat d'aplicacions. La impressora Durst Rho 500 Roll-to-Roll i la impressora Durst Rho P10-250 Flatbed han guanyat el "Producte de l'any" als premis de l'Associació de la indústria gràfica especialitzada.